# Srećko Rimac
O. Srećko Rimac, OCD (Rovišće) hrvatski je katolički svećenik i teolog, karmelićanin.

## Životopis

### Mladost i obrazovanje
Nakon završenog studija elektrotehnike pristupio je karmelićanima. Redovničke zavjete položio je 1993. godine, a za svećenika je zaređen 1998. godine. Magistrirao je na Papinskom teološkom fakultetu Teresianum u Rimu iz teološke antropologije.

### Pastoralna služba
Niz godina proveo je u Sofiji gdje je pružao duhovnu asistenciju tamošnjoj zajednici sestara karmelićanki, obnašao službu generalnog tajnika Bugarske biskupske konferencije, utemeljio teološko-pastoralni studij te razvijao prevodilačku i izdavačku djelatnost karmelske duhovne literature.
Nakon povratka u Hrvatsku od 2014. do 2020. godine obnašao je službu provincijala Hrvatske karmelske provincije svetoga Oca Josipa.

## Vanjske poveznice
Mrežna mjesta
- Karmelska duhovnost: Razgovor s provincijalom o. Srećkom Rimcem (OCD)  Arhivirana inačica izvorne stranice od 9. kolovoza 2021. (Wayback Machine), benediktova-opcija.org